# 22B busz (Győr)
A győri 22B jelzésű autóbusz a Révai Miklós utca és a Ménfőcsanak, Győri út, körforgalom megállóhelyek között közlekedik, a Győzelem utca érintésével. A vonalat a Volánbusz üzemelteti.

## Közlekedése
Hétköznap, kora reggel, este illetve napközben 1 járat, míg hétvégén egész nap 2 óránként indulnak járatok.

## Útvonala
| Ménfőcsanak, Győri út, körforgalom felé | Révai Miklós utca felé |
| --- | --- |
| Révai Miklós utca – Révai Miklós utca – Városház tér – Szent István út – Baross Gábor híd – Baross Gábor út – Nagy Imre út – Lajta út – Bakonyi út – Mécs László utca – – Királyszék út – Aba Sámuel út – Malom utca – – Új élet út – Ormos utca – Koroncói út – Győri út – Ménfőcsanak, Győri út, körforgalom | Ménfőcsanak, Győri út, körforgalom – Győri út – Győzelem utca – Ménfőcsanak, Győzelem utca, Újkút utca – Győzelem utca – Győri út – Királyszék út – – Mécs László utca – Bakonyi út – Lajta út – Nagy Imre út – Baross Gábor út – Baross Gábor híd – Szent István út – Gárdonyi Géza utca – Révai Miklós utca – Révai Miklós utca |

## Megállóhelyei
Az átszállási kapcsolatok között a 21-es, 21B, 22-es, 22A és 22Y buszok nincsenek feltüntetve.
| 0  | Révai Miklós utca végállomás                                       | 33 | 41 | 1, 1A, 2, 2B, 5, 5B, 5R, 6, 7, 8, 8B, 9, 9A, 11, 12, 12A, 14, 14B, 15, 15A, 17, 17B, 19, 19A, 29, 30, 30A, 30B, 30Y, 31, 31A, 37, 38, 38A, 42, CITY Távolsági járatok S10 G10 , IC, InterRégió, EC, EN, ER, gyorsvonat, expresszvonat, | Győr Helyi autóbusz-állomás, Bisinger József park, Posta, Városháza, Kormányablak |
| ∫  | Gárdonyi Géza utca                                                 | 32 | 40 | 6, 7, 8, 8B, 10, 11, 11Y, 12, 12A, 14, 14B, 15, 15A, 30, 30A, 30B, 30Y, 31, 31A, 42, CITY | Győr-Moson-Sopron Vármegyei Kereskedelmi és Iparkamara, GYSZSZC Deák Ferenc Közgazdasági Szakgimnáziuma, Révai Parkolóház, Bisinger József park |
| 1  | Városháza (↓) Baross Gábor híd, belvárosi hídfő (↑) Városközpont   | 30 | 38 | 1, 1A, 2, 2B, 5, 5B, 5R, 6, 7, 8, 8B, 9, 9A, 11, 12, 12A, 14, 14B, 15, 15A, 17, 17B, 19, 19A, 29, 30, 30A, 30B, 30Y, 31, 31A, 37, 38, 38A, 42, CITY Távolsági járatok S10 G10 , IC, InterRégió, EC, EN, ER, gyorsvonat, expresszvonat, | Győr Városháza, 2-es posta, Honvéd liget, Révai Miklós Gimnázium, Földhivatal, Megyeháza, Győri Törvényszék, Büntetés-végrehajtási Intézet, Richter János Hangverseny- és Konferenciaterem, Vízügyi Igazgatóság, Zenés szökőkút, Bisinger József park, Kormányablak |
| 3  | Baross Gábor út, Szigethy Attila út                                | 27 | 32 | 42 | Petz Aladár Egyetemi Oktató Kórház, Győri Evangélikus Egyházközség temploma, Vármegyei Rendőr-főkapitányság |
| 5  | Nagy Imre út, virágbolt                                            | 25 | 29 | 2, 2B, 20Y, 42 | Szent-Györgyi Albert Egészségügyi és Szociális Szakképző Iskola |
| 7  | Lajta út, posta                                                    | 23 | 27 | 11, 11Y, 14, 14B, 23, 23A, 24, 25, 26, 28, 42 | Benedek Elek Óvoda, Posta, Brunszvik Teréz Német Nemzetiségi Óvoda, Szent-Györgyi Albert Egészségügyi és Szociális Szakképző Iskola, Kovács Margit Általános Művelődési Központ                                                                                     |
| 8  | Lajta út, gyógyszertár                                             | 21 | 25 | 11, 11Y, 14, 14B, 23, 23A, 24, 25, 26, 28, 42 | A Dr. Kovács Pál Könyvtár és Közösségi Tér marcalvárosi fiókkönyvtára, Mesevár Óvoda, Kovács Margit Óvoda, Idősek Otthona |
| 10 | Bakonyi út, marcalvárosi aluljáró (Korábban: Gerence út, aluljáró) | ∫  | ∫  | 11, 11Y, 14, 14B, 23, 23A, 24, 25, 26, 28, 42 | |
| ∫  | Bakonyi út, Gerence út (Korábban: Gerence út, PÁGISZ ÁMK)          | 20 | 24 | 11, 11Y, 14, 14B, 23, 23A, 24, 25, 26, 28, 42 | Győri Műszaki Szakképzési Centrum Pattantyús-Ábrahám Géza Ipari Szakgimnáziuma és Szakközépiskolája |
| 12 | Marcalváros, Kovács Margit utca                                    | 19 | 22 | 1, 1A, 11, 11Y, 14, 14B, 23, 23A, 24, 25, 26, 28, 42 | LIDL, TESCO, GYSZSZC Krúdy Gyula Gimnáziuma, Két Tanítási Nyelvű Középiskolája, Turisztikai és Vendéglátóipari Szakképző Iskolája, Arany János Általános Iskola |
| 13 | Katód utca                                                         | 18 | 21 | 1 | Apor Vilmos Katolikus Iskolaközpont |
| 15 | Győrújbaráti elágazás (Korábban: Pápai úti vámház)                 | 17 | 19 | 1, 20Y, 32, 34, 36, 37 | MÖBELIX, ALDI, Family Center |
| 17 | 83-as út, TESCO áruház                                             | 15 | 17 | 1, 20Y, 32, 34, 36, 37 | TESCO Hipermarket, Family Center, KIKA, ALDI |
| 18 | Decathlon áruház                                                   | 13 | 14 | 1, 20Y, 34, 36, 37 | Decathlon Áruház, Reál Élelmiszer |
| 20 | Ménfőcsanak, Királyszék út                                         | 12 | 12 | 1, 20Y, 32, 34, 36, 37 | Ménfőcsanak felső |
| 21 | Aba Sámuel utca                                                    | ∫  | ∫  | 1, 20Y, 37 | |
| 23 | 83-as út, gyirmóti elágazás                                        | ∫  | ∫  | 20Y | |
| ∫  | Ménfőcsanak, malom                                                 | 11 | 11 | 32, 34, 36 | |
| 25 | Új élet út                                                         | ∫  | ∫  | 20Y | |
| ∫  | Győzelem utca, iskola                                              | 9  | 9  | | Petőfi Sándor Általános Iskola, Ménfőcsanaki Művelődési Ház, Bezerédj-kápolna, a Dr. Kovács Pál Könyvtár és Közösségi Tér ménfőcsanaki fiókkönyvtára, Ménfőcsanaki Bölcsőde, Bezerédi úti focipálya, Győzelem utcai óvoda, Posta, Bezerédj park                     |
| ∫  | Csanakhegyi út                                                     | 8  | 8  | | |
| ∫  | Győzelem utca 94.                                                  | 7  | 7  | | |
| ∫  | Ménfőcsanak, Győzelem utca, Újkút utca                             | 6  | 6  | | |
| ∫  | Győzelem utca 94.                                                  | 5  | 5  | | |
| ∫  | Csanakhegyi út                                                     | 4  | 4  | | |
| ∫  | Győzelem utca, iskola                                              | 3  | 3  | | Petőfi Sándor Általános Iskola, Ménfőcsanaki Művelődési Ház, Bezerédj-kápolna, a Dr. Kovács Pál Könyvtár és Közösségi Tér ménfőcsanaki fiókkönyvtára, Ménfőcsanaki Bölcsőde, Bezerédi úti focipálya, Győzelem utcai óvoda, Posta, Bezerédj park                     |
| ∫  | Győri út, iskola                                                   | 2  | 2  | 34, 36 | Petőfi Sándor Általános Iskola, Ménfőcsanaki Művelődési Ház, Bezerédj-kápolna, a Dr. Kovács Pál Könyvtár és Közösségi Tér ménfőcsanaki fiókkönyvtára, Ménfőcsanaki Bölcsőde, Bezerédi úti focipálya, Győzelem utcai óvoda, Posta, Bezerédj park                     |
| 26 | Ormos utca                                                         | ∫  | ∫  | 20Y | |
| 28 | Ménfőcsanak, vasúti megállóhely                                    | ∫  | ∫  | 20Y, 36 | Ménfőcsanak |
| 30 | Ménfőcsanak, vendéglő                                              | 1  | 1  | 20Y, 34 | Nagyboldogasszony templom, Evangélikus templom |
| 31 | Ménfőcsanak, Győri út, körforgalom végállomás                      | 0  | 0  | 20Y, 34 | Evangélikus templom |

1. ↑  Egyes járatok kiemelt csúcsidei menetidővel közlekednek.